# 阿部成寿
阿部 成寿（あべ なるひさ、1967年4月15日 - ）は、朝日放送報道局ニュースセンター記者。2009年3月までは同局のアナウンサーだった。

## 来歴・人物
三重県鈴鹿市出身。三重県立津西高等学校から同志社大学文学部文化学科へ進学。大学生時代には、生田教室でアナウンス技術の研鑽を積んでいた。
大学卒業後の1991年に、アナウンサーとして当時の朝日放送へ入社した。同期入社組に、中村智子（2010年末までアナウンサー、2011年から報道局ニュースセンター記者）などがいる。
入社後は、朝日放送テレビの『おはようコールABC』『おはよう朝日です』でニュースキャスターを担当するなど、主に報道・情報番組へ出演。朝日放送ラジオでは、1990年代中盤から後半にかけて、プロ野球ナイターオフの帯番組『阿部成寿のミュージックフライト』のパーソナリティーを務めた。
『おはよう朝日です』を降板後は、朝日放送ラジオの平日生ワイド番組（『おはようパーソナリティ道上洋三です』など）に「ニュースデスク」の肩書きで出演したほか、『ニュース探偵局』で司会や取材を担当。2008年頃からは、アナウンス室に籍を置いたまま、報道局ニュースセンターの記者も兼ねるようになった。
2009年4月の人事異動で報道局専属になったことを機に、アナウンス室を離れた。その後は、朝日放送ラジオの定時ニュース『ABC朝日ニュース』のデスクとしてニュース原稿の作成などを担当するかたわら、『ニュース探偵局』などの報道番組にも不定期で出演している。
『おはようコール』を大阪タワー内のスタジオから放送していた時期には、同番組でニュースを読んでから、同タワーのエレベーターで当時の本社社屋（大阪市北区大淀南）内のスタジオへ移動。その足で、『おはよう朝日です』内のニュースにも出演していた。ある強風の朝、『おはようコール』からの移動中に、乗っていたエレベーターが安全装置の作動によって緊急停止。そのため、手動操作を担当する職員が出勤するまで、2時間にわたってエレベーターの中へ閉じ込められたエピソードがある。
鉄道ファンであり、さよなら運転などの鉄道に関する話題では趣味での知識を生かす形で、ニュースデスクとして出演していたラジオのワイド番組で解説をおこなうこともあった。また、2011年4月からレギュラー放送が復活した『ニュース探偵局』では、同期入社の元アナウンサー・中村などと週替わりで進行役・取材報告・インタビュアーなどを務めていた。

## 出演番組
- ニュース探偵局（ラジオ、アナウンサー時代から不定期で取材・出演、2011年4月のレギュラー放送復活後は週替わりでレギュラー出演）
- おはようコールABC（テレビ、ニュースキャスター）
- おはよう朝日です（テレビ、ニュースキャスター）
- ABCニュース（テレビ、不定期）
- ニュースデスク（ラジオ、平日早朝～午前11時台のラジオニュース、2009年3月まで担当）
- 阿部成寿のミュージックフライト（ラジオ、ナイターオフ番組、メインパーソナリティ）
- ABC土曜リクエスト
- 毛利千代子の旅のハーモニー（ラジオ、アシスタント）
- 大本教信仰の時間[1]（ラジオ、朗読）